# Societat Catalana d'Ordenació del Territori
Societat Catalana d'Ordenació del Territori (SCOT) és una societat filial de l'Institut d'Estudis Catalans, constituïda el 1979 per tal d'agrupar els estudiosos dels diferents temes d'ordenació del territori i promoure’n debats i informacions, i que es troba adscrita a la Secció de Filosofia i Ciències Socials de l'IEC.
La SCOT es fundà el novembre del 1977, però no fou acceptada com a filial de l'IEC fins al junt de 1979. La major part dels seus membres són arquitectes, geògrafs i economistes. Des de la seva fundació ha dedicat l'atenció preferentment als temes de la coordinació intermunicipal, la distribució politicoadministrativa de Catalunya i la història de les infraestructures del Principat.
Des de l'any 1989 aquesta societat publica la col·lecció "Quaderns de la SCOT", publicació de periodicitat anual editada amb la col·laboració de l'Agrupació d'Arquitectes Urbanistes de Catalunya. Entre les seves responsabilitats es troba la convocatòria el Premi Catalunya d'Urbanisme i el Premi Societat Catalana d'Ordenació del Territori. La SCOT organitza sessions de debat, jornades i conferències, i periòdicament edita una publicació sobre algun dels temes tractats i d'actualitat. Des de l'any 2003 també publica en paper Territori-Observatori de projectes i debats territorials de Catalunya, una publicació que l'any 2009 passa a ser digital, i es converteix en una eina de divulgació i recerca científica que té per objectiu donar a conèixer, amb rigor, els processos que tenen un impacte en el territori català, a través de l'anàlisi dels plans i projectes que defineixen el futur del territori i el debat públic sobre el model territorial.